# معسكر سوزيكا
كان معسكر سوزيكا معسكر اعتقال واحتجاز أقامته القوات الصربية للبوشناق المسلمين وغيرهم من غير الصرب في بلدية فلاسينيتشا في شرق البوسنة والهرسك. 

## المعسكر
يتألف المعسكر من مبنيين رئيسيين ومنزل صغير. حيث تم إيواء المعتقلين في حظيرة مساحتها حوالي 30 × 50 متراً. بين أواخر مايو وأكتوبر عام 1992، وقد احتُجز ما يصل إلى 8,000 من المدنيين البوسنيين وغيرهم من المسلمين غير الصرب من فلاسينيتسا والقرى المجاورة على التوالي في حظيرة في معسكر سوزيكا. يتراوح عدد المحتجزين في الحظيرة في أي وقت بين 300 و 500 معتقل. كان المبنى شديد الاكتظاظ والظروف المعيشية بائسة.
تم احتجاز الرجال والنساء والأطفال في المخيم، وأحيانًا عوائل بأكملها وعادة ما يتم احتجاز النساء والأطفال الذين لا تزيد أعمارهم عن ثماني سنوات لفترات قصيرة ثم يتم نقلهم قسراً إلى مناطق إسلامية قريبة. واحتُجز الرجال في المعسكر حتى إغلاقه في أواخر سبتمبر 1992 ثم نُقلوا إلى معسكر باتكوفيتش الأكبر بالقرب من بلدة بيليينا حيث تعرضت النساء من جميع الأعمار للاغتصاب الجنسي أو الاعتداء المبرح خلال فترة وجودهن في المعسكر الصربي من قبل حراس المعسكر أو غيرهم من الرجال الذين سُمح لهم بدخول المعسكر كجزء من سياسة الحرب ضد البوشناق. 
عانى المحتجزون الذكور في المعسكر من مصير مماثل لمصير النساء فقد تعرضوا للتنمر والتعذيب والقتل. ووفقًا لبيرو بوبوفيتش وهو حارس سابق في المعسكر سيء السمعة فقد اصطفوا عمومًا أمام عمود كهرباء خارج الثكنات وأطلقوا النار عليهم. قام المحتجزون في سوسيكا بأداء أعمال السخرة وأحيانًا في الخطوط الأمامية.
وقد قُتل بعض المعتقلين على أيدي حراس المعسكر أو ماتوا من سوء المعاملة، وارتُكبت مذبحة في ليلة 30 سبتمبر 1992 عندما طُرد ما تبقى من 140 إلى 150 معتقلاً في معسكر سوزيكا بالحافلات وتم إعدامهم.

## حكم بجريمة حرب
أقر دراغان نيكوليتش قائد المعسكر بأنه مذنب بارتكاب جرائم ضد الإنسانية وحُكم عليه بالسجن لمدة 20 عامًا.  وحُكم على بريدراغ باستاه وغوران فيشكوفيتش بالسجن 22 عاما و 18 عاما على التوالي لتورطهما في معسكر سوزيكا. 